# Pomnik Socjalistycznych Organizacji Związkowych w Poznaniu
Pomnik Socjalistycznych Organizacji Związkowych – pomnik upamiętniający  powstanie pierwszej w Poznaniu socjalistycznej organizacji związkowej zlokalizowany w Poznaniu na północnym narożniku ulic Małe Garbary i Garbary. Zdemontowany po 1989 roku.
Pomnik w formie prostokątnej steli wykonany był z białego trawertynu, z napisem rytym bezpośrednio na steli i po kilku latach od odsłonięcia słabo czytelnym. Napis informował o zawiązaniu poznańskiej organizacji zawodowej w dawnej Sali Filipowicza (ul. Małe Garbary 8) w dniu 16 czerwca 1879. Inicjatorami założenia związku byli: Otto Kappel, Józef Jasiński i Karl Finn. Sama organizacja liczyła 93 osoby. Projektantem był Józef Kaliszan, autor m.in. Pomnika Ofiar Obozu Pracy dla Żydów i rzeźby Zryw na poznańskiej Cytadeli oraz M. Jakób. Odsłonięcie nastąpiło 4 maja 1982. Pomnik zdemontowano po 1989, a w jego miejscu powstał apartamentowiec.